# NGC 236
NGC 236 (również PGC 2596 lub UGC 462) – galaktyka spiralna (Sc), znajdująca się w gwiazdozbiorze Ryb. Odkrył ją Albert Marth 3 sierpnia 1864 roku.